# Lyzeum (Hochschule)
Als Lyzeum wurde im Königreich Bayern eine sich an das Gymnasium anschließende Einrichtung für philosophische und theologische Studien mit akademischem Rang bezeichnet.

## Geschichte
Ein bayerisches Lyzeum ähnelte, was seine Aufgaben betraf, den entsprechenden Fakultäten einer Universität. In erster Linie wurden an den Lyzeen zukünftige Priester wissenschaftlich ausgebildet, doch standen sie bis ins 19. Jahrhundert hinein auch anderen Studenten offen.
Anders als die klassischerweise mit mindestens vier Fakultäten (Philosophie, Theologie, Jura und Medizin) ausgestatteten Universitäten bestanden die Lyzeen in der Regel aus einer philosophischen und einer theologischen Abteilung. Die Lyzeen durften keine akademischen Grade (Promotion, Habilitation) verleihen und verfügten bei nur sehr wenigen Selbstverwaltungsrechten über eine schulähnliche Studien-, Prüfungs- und Disziplinarordnung. Akademische Freiheit kannten sie zunächst nicht.
Im 20. Jahrhundert wurden die Lyzeen in „Philosophisch-theologische Hochschulen“ umgewandelt. Zwischen 1966 und 1978 wurden alle philosophisch-theologischen Hochschulen in Bayern abgebaut beziehungsweise als katholisch-theologische Fakultäten oder Fachbereiche in neu gegründete Universitäten und Gesamthochschulen eingegliedert.

## Standorte der königlich bayerischen Lyzeen
- Amberg – 1723 gegründet, wurde es 1865 aufgelöst
- Aschaffenburg – 1798 gegründet als Universität, 1818 Lyzeum, 1873 aufgelöst
- Augsburg – 1834 als Erweiterung des Gymnasiums bei St. Stephan gegründet, ab 1923 Philosophische Hochschule. 1969 wurde der Vorlesungsbetrieb eingestellt
- Bamberg – 1803 gegründet, ab 1923 Philosophisch-theologische Hochschule, 1972 Gesamthochschule Bamberg, ab 1979 Universität Bamberg
- Dillingen – 1551 gegründet als Universität, 1804 Lyzeum, 1923 Philosophisch-theologische Hochschule, 1971 zugunsten der neu errichteten Katholisch-Theologischen Fakultät der Universität Augsburg aufgelöst
- Freising – 1834 aus Landshut nach Freising verlegt, 1923 Philosophisch-theologische Hochschule Freising, 1969 zugunsten der neu errichteten Katholisch-Theologischen Fakultät der Ludwig-Maximilians-Universität München aufgelöst
- Landshut – 1826 gegründet, 1834 nach Freising verlegt
- München – 1807 durch Schließung der theologischen Fakultät reduziert.
- Passau – 1803 gegründet, 1923 Philosophisch-theologische Hochschule, 1978 Universität Passau
- Regensburg – 1773 als bischöfliches Lyzeum am Bischhöflichen Gymnasium gegründet, wurde 1803 Königlich bayerisches Lyzeum, 1923 Philosophisch-theologische Hochschule Regensburg und 1968 Katholische Fakultät an der Universität Regensburg
- Salzburg – 1622 gegründet als Universität, 1810 königlich bayerisches Lyzeum (seit 1816 österreichisch), 1850 aufgelöst
- Speyer – gegründet 1839 als Erweiterung der bestehenden Studienanstalt (Gymnasium und Lateinschule), nur philosophischer Lehrkurs[1]. 1880 aufgehoben[2]